# Koblenz (Argovie)
Pour les articles homonymes, voir Koblenz.
Koblenz est une commune suisse du canton d'Argovie, située dans le district de Zurzach.

Photo aérienne prise à 300 m par Walter Mittelholzer (1925).

## Monuments et curiosités
La tour de guet romaine date du IVe siècle. Les vestiges des murs à l'est du village au lieu-dit Oberer Laufen (rapides du Rhin) ont été consolidés en 1932.

## Transport
La gare CFF de Koblenz est également le départ de la route cycliste nationale appelée Route de l’Aar qui conduit à Oberwald.